# Велька (Эльстра)
Ве́лька (нем. Welka; серболужицкое наименование — Ве́льков в.-луж. Wjelkow) — сельский населённый пункт в городских границах Эльстры, район Баутцен, федеральная земля Саксония, Германия.

## География
Находится северо-западнее Эльстры. Юго-западнее населённого пункта находится лесной массив, в котором расположен холм Кельбергер (Kälberger) высотой 363 метров.
Соседние населённые пункты: на севере — деревня Вола (Валов, в городских границах Эльстры), на юго-востоке — деревня Бодериц (Бодрицы, в городских границах Эльстры).

## История
Впервые упоминается в 1420 году под наименованиями «Welckau». В 1950 году деревня вошла в городские границы Эльстры.
Исторические немецкие наименования:
- Welckau, 1420
- Welcke bey Elstra, 1622
- Welcka, 1716
- Welcke, 1759
- Welcka, 1791

## Население
| 1834 | 1871 | 1890 | 2011 | 2015 |
| ---- | ---- | ---- | ---- | ---- |
| 78   | 99   | 101  | 25   | 27   |